# Careproctus rotundifrons
Careproctus rotundifrons és una espècie de peix pertanyent a la família dels lipàrids.

## Descripció
- El mascle fa 10,8 cm de llargària màxima.
- Nombre de vèrtebres: 53-56.[4]

## Hàbitat
És un peix marí i demersal que viu entre 521 i 1.100 m de fondària.

## Distribució geogràfica
Es troba al Pacífic nord-occidental: el Japó.

## Observacions
És inofensiu per als humans.